# Ptychoptera helena
Ptychoptera helena är en tvåvingeart som först beskrevs av Peus 1958.  Ptychoptera helena ingår i släktet Ptychoptera och familjen glansmyggor.
Artens utbredningsområde är Grekland. Inga underarter finns listade i Catalogue of Life.